# 大統領経済諮問委員会
大統領経済諮問委員会（だいとうりょうけいざいしもんいいんかい、Council of Economic Advisers, 略称CEA）は、アメリカ合衆国大統領に助言する事を目的とした経済学者の集まりである。

## 概要
大統領経済諮問委員会はハリー・S・トルーマン大統領在任中の1946年に創設された。アメリカ合衆国大統領行政府の一部門であり、多くの経済政策を大統領に提示する。委員会は委員長と2人の委員で構成される。委員長と委員は大統領によって指名され、上院の承認によって任命される。

## 過去の委員長
- エドウィン・ノース（Edwin Nourse） 1946-1950 (chair)
- レオン・カイザーリング（Leon Keyserling） 1950-1953 (chair)
- アーサー・バーンズ（Arthur F. Burns） 1953-1956 (chair)
- レイモンド・ソウルニアー（Raymond J. Saulnier） 1956-1961
- ウォルター・ヘラー（Walter Heller） 1961-1964 (chair)
- ガードナー・アクリー（Gardner Ackley） 1964-1968
- アーサー・オーカン（Arthur M. Okun） 1968-1969
- ポール・マクラッケン（Paul W. McCracken） 1956-1959 (member); 1969-1971
- ハーバート・スタイン（Herbert Stein） 1972-1974
- アラン・グリーンスパン（Alan Greenspan） 1974-1977 (chair)
- チャールズ・L・シュルツ（Charles L. Schultze） 1977-1981
- マレー・ワイデンバウム（Murray L. Weidenbaum） 1981-1982
- マーティン・フェルドシュタイン（Martin Feldstein） 1982-1984
- ベリル・W・スプリンケル（Beryl W. Sprinkel） 1985-1989
- マイケル・ボスキン（Michael J. Boskin） 1989-1993
- ローラ・タイソン（Laura D'Andrea Tyson） 1993-1995 (chair)
- ジョセフ・E・スティグリッツ（Joseph E. Stiglitz） 1993-1997 (chair 1995-1997)
- ジャネット・イエレン（Janet Yellen） 1997-1999
- マーティン・ニール・ベイリー（Martin Neil Baily） 1999-2001
- グレン・ハバード（R. Glenn Hubbard） 2001-2003
- グレゴリー・マンキュー（N. Gregory Mankiw） 2003-2005
- ハーベイ・S・ローゼン（Harvey S. Rosen） 2005
- ベン・バーナンキ（Ben S. Bernanke） 2005-2006
- エドワード・P・ラジアー（Edward Lazear） 2006-2009
- クリスティーナ・ローマー（Christina Romer）（ウィリアム・アンド・メアリー大学卒でカリフォルニア大学バークレー校教授）2009-2010
- オースタン・グールズビー（Austan Goolsbee）　2010-2011
- アラン・クルーガー（Alan Krueger）　2011-2013
- ジェイソン・ファーマン（Jason Furman）2013-2017
- ケビン・ハセット（Kevin Hassett）2017-2019
- トーマス・フィリップソン（Tomas J. Philipson）（委員長代行）2019-2020
- タイラー・グッドスピード（Tyler Goodspeed）（委員長代行）2020-2021
- セシリア・ラウズ（Cecilia Rouse）2021-2023
- ジャレッド・バーンスタイン（Jared Bernstein）2023-2025
- スティーブン・ミラン（Stephen Miran）2025-

### その他の影響のある委員
- ジョン・D・クラーク（John D. Clark） 1946-1953
- Karl M. Arndt
- ジェームス・トービン（James Tobin） 1961-1962
- オットー・エクスタイン（Otto Eckstein） 1964-1966
- ヘンドリック・ハウタッカー（Hendrik Houthakker） 1969-1971
- ウィリアム・ノードハウス（William D. Nordhaus） 1977-1979
- ポール・クルーグマン（Paul Krugman）  1982-1983
- アーロン・エドリン（Aaron Edlin） 1997-1998